# Mède (rivière)
Pour les articles homonymes, voir Mède (homonymie).
La Mède ou Vallon des Paillasses est un cours d'eau français de Vaucluse, qui prend sa source au mont Ventoux, puis après avoir traversé la plaine au sud du mont, rejoint la Sorgue de Velleron à l'ouest.

## Différents noms de la rivière
Cette rivière peut porter différents noms, au niveau local[source insuffisante] :
- Ruisseau le Riaux
- Ruisseau le Long Vallat
- Rivière la Grande Levade
- Rivière la Mède
- Vallon des Paillasses

## Affluents
Ses affluents sont les suivants :
- Vallon de Baume du Chat (V6111160)
- Ruisseau des Espérelles (V6111220)
- Le Retoir (V6110560)
- Le Merdayé (V6110580)
- Mayre de la Font des Clapiers (V6111240)
- La Malagrone (V6110600)
- Vallat des Preyauts (V6111280)
- Ruisseau de la Combe (V6110620)
- Fossé de l'Eyguette (V6111300)
- La Sauzette (V6111460)
- Le Brégoux (V6110700)
- Le Long Nallat (V6101000)
- Le Grand Vallat (V6100560)

## Communes traversées
La Mède traverse 14 communes, toutes situées dans le département de Vaucluse (par ordre alphabétique) : Aubignan, Bédarrides, Bédoin, Caromb, Carpentras, Crillon-le-Brave, Loriol-du-Comtat, Malaucène, Mazan, Modène, Monteux, Saint-Pierre-de-Vassols, Sarrians, Sorgues.

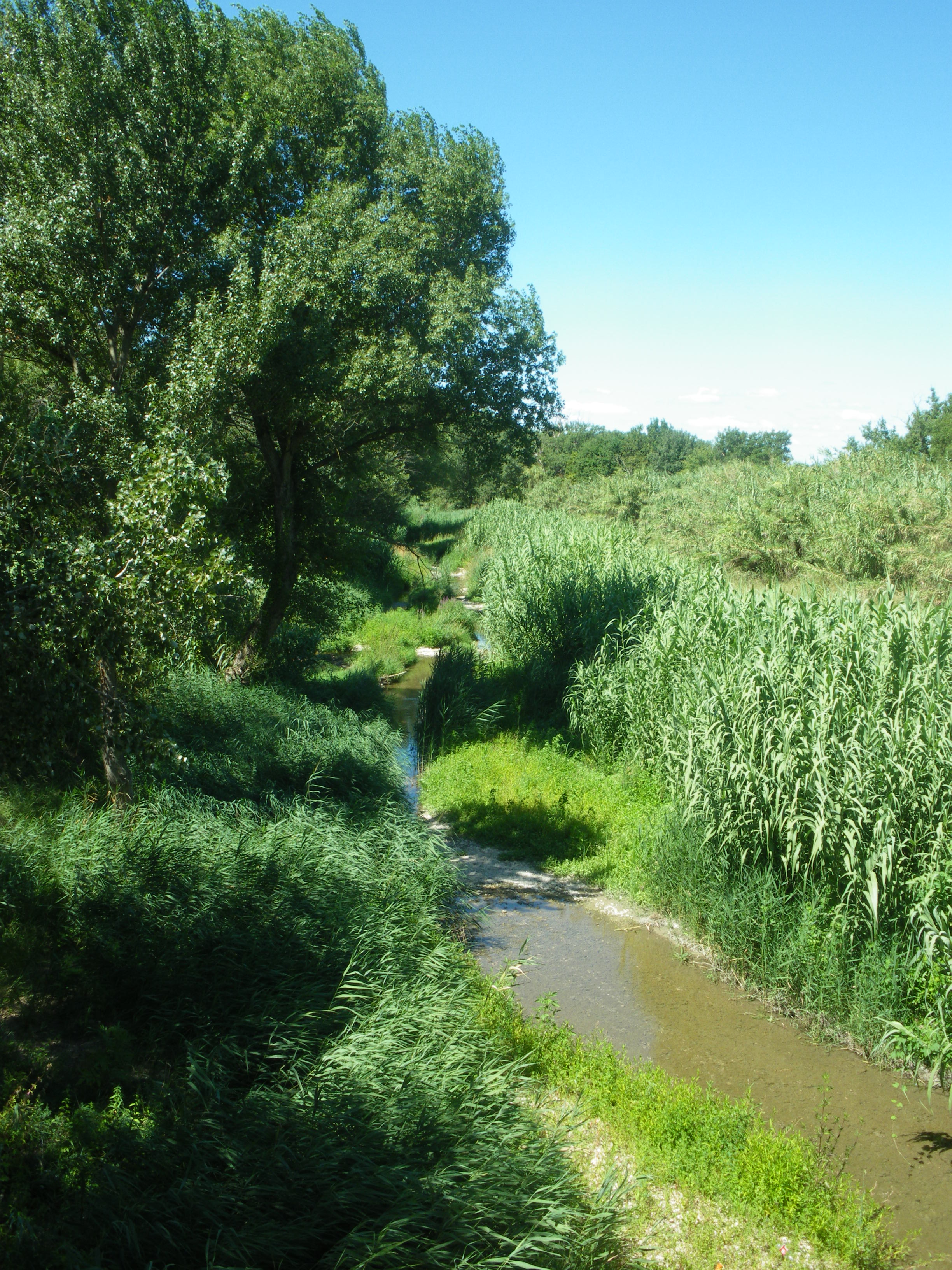